# Sushun
Keizer Sushun (崇峻天皇, Sushun-tennō) was de 32e keizer van Japan volgens de traditionele volgorde. Hij regeerde van 587 tot 592.

## Genealogie
Voordat Sushun keizer werd, was zijn persoonlijke naam (zijn imina) Hatsusebe-shinnō. Zijn geboortenaam was Hatsusebe no Miko (長谷部皇子).
Sushun was de twaalfde zoon van keizer Kimmei. Zijn moeder was Oane-no-kimi (小姉君), een dochter van Soga no Iname, het hoofd van de Sogaclan.
Sushun had een keizerin, Koteko, en twee keizerlijke kinderen: prins Hachiko no Miko en prinses Nishikite no Himemiko.

## De regeerperiode van Sushun
Sushun volgde zijn halfbroer Yomei op in 587.. Hij woonde in het Kurahashipaleis (Kurahashi no Miya) in Yamato.
De troonsbestijging van Sushun verliep niet zonder problemen. Na de dood van Yomei ontstond namelijk grote onenigheid over wie hem zou opvolgen. Sushun kwam uiteindelijk door de steun van de Sogaclan en keizerin Suiko aan de macht. De Mononobeclan, een rivaal van de Soga, probeerde om prins Anahobe, een ander zoon van Kimmei, tot keizer te maken. Soga no Umako, het hoofd van de Sogaclan, versloeg en doodde uiteindelijk Mononobe no Moriya, het hoofd van de Mononobeclan, in een gevecht. Hiermee werd de positie van Sushun veilig gesteld.
Sushun kon naarmate zijn regeerperiode vorderde steeds minder goed overweg met de hoeveelheid macht die Umako aan het hof had, en wilde van hem af. Toen Umako deze plannen hoorde, liet hij Sushun vermoorden door Yamato no Aya no Ataikoma (東漢直駒) in 592.
* Regent Jingu staat niet op de traditionele lijst.